# Espai revestiment

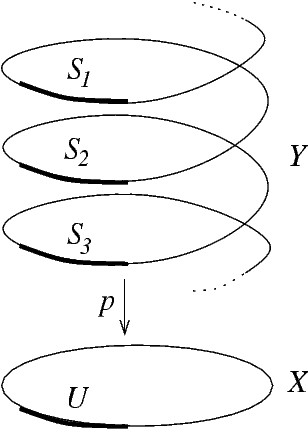
Y és un revestiment de X

En topologia, un  espai revestiment  és una tripleta {\displaystyle [{\tilde {X}},p,X]} on {\displaystyle {\tilde {X}},X} són
espais topològics i {\displaystyle p:{\tilde {X}}\to X} és una funció contínua i suprajectiva
A més es compleix que {\displaystyle \forall x\in X\quad \exists U} oberta. En {\displaystyle X} veïnatge de {\displaystyle x} tal que
{\displaystyle p^{-1}U=\bigcup _{j}{\tilde {U}}_{j}}
on per a cada {\displaystyle {\tilde {U}}_{j}} l'map
{\displaystyle p|_{{\tilde {U}}_{j}}:{\tilde {U}}_{j}\to U} és un homeomorfisme.
El concepte d'espai revestiment s'utilitza en ciències com ara la geometria diferencial, els grups de Lie, superfícies de Riemann, Homotopia, teoria de nusos.
L'exemple prototip és {\displaystyle \mathbb {R} \to S^{1}} donat per {\displaystyle t\mapsto i^{it}}.

## Revestiment universal
Entre tots els espais revestiment d'un espai {\displaystyle X\,} s'anomena  revestiment universal  a l'espai revestiment simplement connex més petit possible. Es pot provar que un espai revestiment és únic llevat d'un cas d'homeomorfismes. En altres paraules un espai revestiment es diu universal si és simplement connex, i el seu primer grup d'homotopia és trivial.